# Méras
Méras – miejscowość i gmina we Francji, w regionie Oksytania, w departamencie Ariège.
Według danych na rok 1990 gminę zamieszkiwało 45 osób, a gęstość zaludnienia wynosiła 12 osób/km² (wśród 3020 gmin regionu Midi-Pyrénées Méras plasuje się na 1018. miejscu pod względem liczby ludności, natomiast pod względem powierzchni na miejscu 1591.).